# Никифоров, Мария
Мария Никифоров-Михоряну (рум. Maria Nichiforov-Mihoreanu; 9 апреля 1951, Мила 23) — румынская гребчиха-байдарочница, выступала за сборную Румынии в первой половине 1970-х годов. Бронзовый призёр летних Олимпийских игр в Мюнхене, серебряный и бронзовый призёр чемпионатов мира, победительница многих регат национального и международного значения.

## Биография
Мария Никифоров родилась 9 апреля 1951 года в селе Мила 23, жудец Тулча. Активно заниматься греблей начала в раннем детстве, проходила подготовку в Бухаресте, состояла в столичном спортивном обществе «Динамо».
Первого серьёзного успеха на взрослом международном уровне добилась в 1972 году, когда попала в основной состав румынской национальной сборной и благодаря череде удачных выступлений удостоилась права защищать честь страны на летних Олимпийских играх в Мюнхене. В зачёте одиночных байдарок пробилась в финальную стадию турнира, но в решающем заезде финишировала только шестой. Тогда как в программе двухместных экипажей вместе с напарницей Вьорикой Думитру завоевала на пятистах метрах бронзовую медаль — лучше финишировали лишь экипажи из СССР и ГДР.
После мюнхенской Олимпиады Никифоров осталась в основном составе гребной команды Румынии и продолжила принимать участие в крупнейших международных регатах. Так, в 1973 году она побывала на чемпионате мира в финском Тампере, откуда привезла награду бронзового достоинства, выигранную в четвёрках на пятистах метрах. Год спустя на мировом первенстве в Мехико дважды поднималась на пьедестал почёта, стала серебряным призёром в двойках и бронзовым в четвёрках. Ещё через год на аналогичных соревнованиях в югославском Белграде получила бронзу в гонке одиночек на полукилометровой дистанции. Вскоре по окончании этой регаты приняла решение завершить карьеру профессиональной спортсменки, уступив место в сборной молодым румынским гребчихам.
Её двоюродная сестра Мария Штефан тоже была довольно известной байдарочницей, является олимпийской чемпионкой 1984 года в зачёте четырёхместных байдарок на дистанции 500 метров.